# Lode-Tongrube

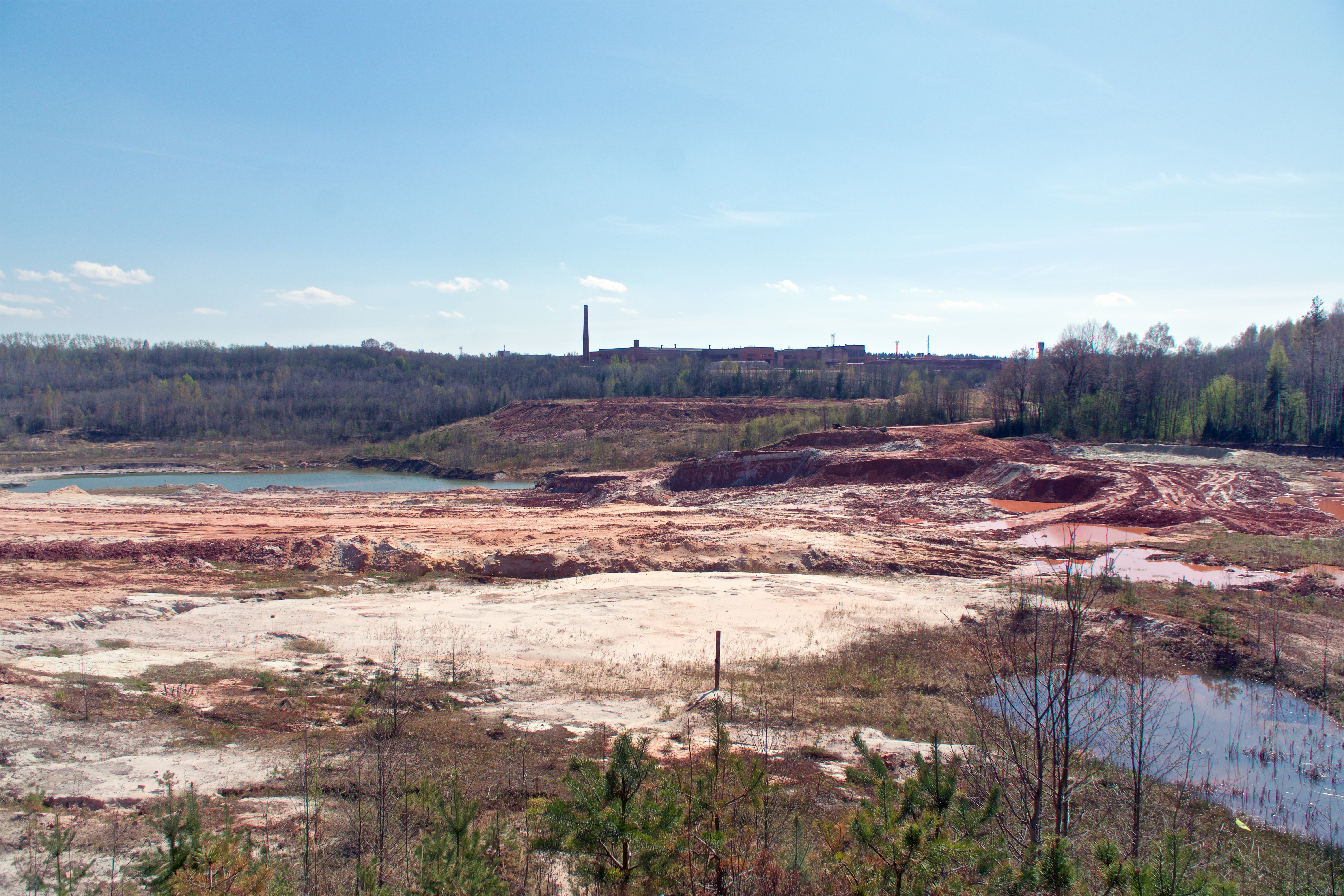
Blick auf die Lode-Tongrube, 2018

Die Lode-Tongrube (Lettisch: Lodes māla karjers, Englisch: Lode clay quarry oder Lode Quarry) in Lettland ist eine ehemalige Abbaustätte für Ton und eine bedeutende Fundstelle des Oberdevons für die Paläontologie.
Seit 1970 wurden in den tonigen Sedimenten der Grube außergewöhnlich gut erhaltene Fossilien von Pflanzen, wirbellosen Tieren und – besonders wichtig – von Fischen entdeckt. Vor allem hunderte von vollständigen Fischskeletten waren wissenschaftlich gesehen sensationell.
Die Fossilien stammen aus dem Unter-Frasnium (Teil des Oberdevons) und repräsentieren eine der artenreichsten und am besten erhaltenen Devon-Fossilpool weltweit. Diese liefern evolutionäre Einblicke zu frühen Wirbeltieren und in die devonischen Ökosysteme der damaligen Flachmeere. Heute steht Lode Quarry wegen ihrer Bedeutung für die Paläontologie unter Naturschutz.

## Geographische Lage
Das Lode Quarry befindet sich im Nordosten Lettlands, zwischen dem Dorf Liepa und dem ursprünglichen Tal der Gauja, in der Region Vidzeme, ca. 10 km nordöstlich der Stadt Cēsis. Die Grube wird vom Bezirk Priekuli verwaltet. Der Ort war ursprünglich eine für die Industrie benutzte Abbaustätte für Ton, betrieben von der Firma „Lode“.
1970 wurden beim Tonabbau zahlreiche Fossilien von den Arbeitern entdeckt. So erlangte die Tongrube ihre wissenschaftliche Bedeutung. Die Fundstelle liegt im sogenannten „Hauptdevonfeld“ des Baltikums. Das ist eine große devonische Sedimentregion, die sich von Lettland über Estland bis nach Russland erstreckt.

## Geologie

### Geologischer Rahmen
Geologisch gehört die Tongrube zur Lode-Formation, einer Gesteinsabfolge aus dem Devon, überwiegend bestehend aus feinklastischen Ton- und Schluffsteinen, die sich innerhalb der von Sand dominierten Sietiņi-Formation in Form linsenförmiger Körper ablagerten. Sie gehören zur oberen Gauja-Stufe. Zeitlich wird sie ins Unter-Frasnium eingeordnet (vor ca. 382–380 Millionen Jahren).
Die Lode-Formation gehört zur etwa 200 m mächtigen Schichtfolge des baltischen Old-Red-Sandstein-Beckens und enthält devonische klastische Sedimente. Sie hat eine komplexe Struktur und deutlich erkennbare Gleitflächen, Rutschungsstrukturen und Faltungsstrukturen. Die Formation ist durchschnittlich 30 m mächtig; in Bohrungen wurden maximal 104 m erreicht. Die Tonablagerungen erstrecken sich über ca. 160 km - von Nordost-Lettland bis in den Südosten Estlands und bis zur Grenze der russischen Großstadt Pskov.
Die Lode-Formation ist in tieferen Delta-Bereichen devonischer Flüsse entstanden. In den vorwiegend sandigen Sedimenten der Sietiņi-Formation bildeten sich Rutschungen, durch die sich Mulden ausprägten, in denen sich der feinkörnige Ton und Schluff ablagerte. Diese Tonlinsen lagerten sich in den langgestreckten Senken ab. Sie hatten eine Länge von wenigen zehn bis hundert Metern. Am Grund der Mulden findet man Brekzien aus dem gebrochenen Untergrund. An den Rändern der Tonlinsen treten Phosphorit-Knollen mit Bruchstücken von Fischknochen und Muschelkrebsen sowie Sulfid- und eisenhaltige Phosphatknollen auf.

### Entstehungsgeschichte
Im Oberdevon war an diesem Ort ein flaches Epikontinentalmeer. Große Flussdeltas hatten Sedimente abgelagert. An den Abhängen der Deltas kam es zu Rutschungen unter Wasser. So entstanden Mulden, in die Ton und Schlamm sanken, wodurch große Lebensgemeinschaften innerhalb kurzer Zeit verschüttet wurden, sodass ihre Überreste vor Zersetzung bewahrt waren. Die Sedimentationsraten erreichten bis zu mehreren Metern pro Jahr. So hohe Werte sind ungewöhnlich für geologische Verhältnisse. Am Grund der Senken entwickelten sich gleichbleibende, sauerstoffarme Verhältnisse. Es wird vermutet, dass das Wasser giftig für Bodenbewohner und frei von Organismen war, die graben konnten, wodurch Aasfresser und eine Vermischung der Bodensedimente verhindert wurden. Auch die Zersetzung durch Bakterien war in diesem anoxischen Milieu stark gehemmt, sodass sogar Weichteile der verstorbenen Lebewesen erhalten blieben. Möglicherweise trugen mehrere Episoden von Starkregen auf dem Festland dazu bei, dass die ungewöhnlich hohen Sedimentationsraten entstanden, die dann den Lebensraum schnell begruben. All diese Faktoren führten dazu, dass in der Tongrube Lode so eine vollständige und massige Fossilerhaltung möglich war.

### Datierung
Die Schichten, die Fossilien enthalten werden in das untere Frasnium (vor ca. 382–380 Mio. Jahre) datiert. Dies basiert vor allem auf Fischfunden wie Asterolepis ornata, einer Panzerfisch-Art, sowie auf Sporenfossilien. Die genaue Einordnung ist allerdings schwer, da die marinen Leitfossilien wie z. B. Conodonten oder Plankton fehlen.
Sporenfossilien weisen jedoch darauf hin, dass die Grenze Mitteldevon/Oberdevon innerhalb der Gauja-Schichten liegt.
Pflanzenfossilien wie Archaeopteris und Platyphyllum stützen auch die Datierung an der Wende vom Mittel- zum Oberdevon.
Diese ersten baumartigen Gewächse treten meist erst im höheren Frasnium bis unteren Famennium auf und bestätigen somit eine Datierung der Lode-Fundschicht an der Wende vom Mittel- zum Oberdevon.
Absolut hat die Schicht ein Alter von ungefähr 380 Millionen Jahren.

## Taphonomie
Die Fossilien in Lode sind außergewöhnlich gut erhalten. Viele Fische liegen vollständig und deutlich, mit feinen Details wie Flossenstrahlen und Schuppen, vor. Bedingungen für diese Erhaltung waren:
- Sauerstoffarme Mulden, die Aasfresser fernhielten, verhinderten eine Zerstörung oder Zerstreuung der Kadaver, wodurch sogar Weichteil-Strukturen überliefert werden konnten.
- Schnelle Einbettung in feinen Ton schützte die Organismen vor Verwesung und Zerstörung durch Bewegung.
- Chemisch günstige Bedingungen für das Ausbleiben von Verwesung, durch hohe Schwefel- und Eisenanteile.

Besonders ist der Nachweis fossiler Parasiten. In Jungfisch-Körperhöhlen fanden Forscher wurmförmige Abdrücke, die als Trematoden (Plattwürmer) gedeutet werden. Das ist der bislang älteste Nachweis von Wirbeltier-Parasiten weltweit.
Auch fossile Kotballen (Koprolithen) sind häufig. Das deutet auf ein komplexes Nahrungssystem hin.
Eine besonders Fossilreiche, ist die sogenannte „Jungfisch-Linse“. Sie ist bis zu 66 m breit. Hier wurden massenhaft Jungfische aus verschiedenen Arten, feine Pflanzenreste und kleine Wirbellose gefunden. Alle Fossilien aus dieser Linse sind durch eingelagerte organische Substanz dunkel gefärbt, während Funde aus anderen Tonlinsen des Profils eher hell erscheinen. Das deutet auf einen hohen Gehalt an organischem Material und auf vollkommene Sauerstoffarmut während der Einbettung.
Ein Großteil dieser Linse war schon vor den paläontologischen Untersuchungen abgebaut, bevor man erkannte wie wichtig sie für die Wissenschaft waren. Bis 1984 wurden etwa 95 % des Materials für die Ziegelproduktion entnommen. Die verbleibenden Bereiche der Linse wurden in den späten 1980er und 1990er Jahren ausgegraben.
Heute ist die Tongrube Lode eine der bedeutendsten Devon-Fundstellen weltweit. Viele Fossilien befinden sich im Lettischen Naturkundemuseum in Riga.

## Funde
Die Tongrube Lode liefert eine der umfangreichsten Fossilgemeinschaften des Oberdevons weltweit.

### Flora
In der Tongrube wurden sowohl Wasser- als auch Landpflanzen aus dem Oberdevon gefunden. Die Kombination aus marinen Algen, Süßwasserpflanzen und Landpflanzen deutet darauf hin, dass das Ablagerungsmilieu ein Küstenbereich war, in dessen Nähe dichte Vegetation herrschte.
Makrofossilien (Makroflora)
- Archaeopteris fissilis

frühe baumartige Progymnosperme
- Platyphyllum sp.

Großblättrige Pflanze unbekannter Zugehörigkeit
- Rhacophyton sp.

Farnartige Pflanze
- Svalbardia polymorpha

Frühe Gefäßpflanze
- Nematophyton sp.

Urpflanzen-/Algen-Komplex
- diverse, inkohlte, erhaltene Pflanzenreste ohne nähere Bestimmung
- Armleuchteralgen (Charophyten), darunter:
- Trochiliscus sp.
- mögliche weitere Gattungen (nicht exakt spezifiziert)

Mikroflora (Sporen und Mikroreste)
- Retusotriletes spp.
- Ancyrospora spp.
- Cyclogranisporites spp.
- Verrucosisporites spp.
- Auroraspora spp.
- Calamospora spp.
- Apiculiretusispora spp.
- diverse unbestimmte Miosporen

### Fauna

#### Wirbellose Tiere
- Eurypteriden (Seeskorpione), fragmentarisch, keine genaue Gattungsbestimmung Segmente lassen auf große Exemplare schließen

- Pseudestheria sp. (Muschelkrebse, Conchostraca)

- verschiedene Ostrakoden (Muschelkrebse), teilweise unbestimmt

- Mysidacea (Schwebgarnelen), keine Artbestimmung

- Plathelminthen (Plattwürmer), indirekt nachgewiesen als Parasiten in Jungfischen

- Fischzahnfragmente

Organismen wie Muscheln oder Würmer fehlen nahezu vollständig, was die lebensfeindlichen Bodenbedingungen im Ablagerungsraum bestätigt.

#### Fische und Amphibien
Die Wirbeltierfauna besteht nahezu vollständig aus Fischen des Devons.
Kieferlose Fische (Agnatha)
- Psammolepis paradoxa
- Psammolepis alta

Placodermi (Panzerfische)
- Asterolepis ornata (häufigster Fisch in Lode, sowohl erwachsene Tiere als auch zahlreiche Jungtiere)
- Bothriolepis sp.

Acanthodii (Stachelhaie)
- Lodeacanthus gaujicus (nur in Lode nachgewiesen)
- möglicherweise weitere Acanthodier (z. B. Mesacanthus), aber nur unbestimmte Reste bekannt

Actinopterygii (Strahlenflosser)
- Cheirolepis sp.

Coelacanthimorpha (Quastenflosser)
- Miguashaia grossi

Dipnoi (Lungenfische)
- Vertreter der Familie Dipteridae (nicht genauer bestimmt)

Porolepiformes
- Glyptolepis baltica
- Laccognathus panderi
- möglicher Vertreter der Gattung Holoptychius
- mögliche neue Gattung „Latvius“ (noch nicht offiziell beschrieben)

Osteolepiformes (Tetrapodomorpha)
- Panderichthys rhombolepis (Bindeglied zu den ersten Landwirbeltieren)
- unbenanntes Exemplar nahe verwandt mit Eusthenopteron

Onychodontiformes
- Strunius kurshi (nur aus Lode bekannt)

Amphibien
Keine Nachweise aus Lode Quarry

#### Reptilien und Vögel
Fossilien von Reptilien oder Vögeln fehlen in der Tongrube, da diese im Devon noch nicht existierten.

#### Säugetiere
Säugetiere existierten im Devon ebenfalls noch nicht, deswegen fehlen die Fossilien in der Grube.

## Forschungsgeschichte

### Wissenschaftliche Entdeckung und Ausgrabungen
- 1953: J. Slienis entdeckte die Tonlagerstätte.
- 1963: Beginn industrieller Tonabbau.
- 1970: Der lettische Geologe Visvaldis Kuršs entdeckte Fossilien.
- 1971–1976: Erste systematische Grabungen; Lyarskaya und Mark-Kurik beschreiben Fische.
- 1980er–1990er Jahre: Ieva Upeniece leitete intensive Grabungen, entdeckte die „Jungfisch-Linse“ und mehrere neue Fischarten.
- 2001: Upeniece veröffentlichte eine Monografie über die Lode-Fauna.

### Wichtige Publikationen
- Lyarskaya & Mark-Kurik (1972): Erste wissenschaftliche Arbeiten über die Lode-Fauna.
- Kuršs (1975, 1992): Geologische Studien (Fischfauna und Sedimentologie).
- Forey et al. (2000): Beschreibung eines Quastenflossers aus Lode.
- Upeniece (2001): Monografie über die Lode-Fossilien (Ergebnisse aus über zehn Jahren Grabungstätigkeit).